# Axel Klein (Sozialanthropologe)
Axel Klein (* 1961) ist ein deutscher Sozialanthropologe und Sachbuchautor. Er forscht schwerpunktmäßig zu den Themen Drogen- und Lebensmittelkonsum.

## Leben
Axel Klein studierte an der School of Oriental and African Studies in London.
Er führte Feldstudien in über 30 Ländern durch, darunter zum Anbau des Kathstrauches und von Hanf. Er unterrichtete an der University of Kent, war von 2002 bis 2005 bei der britischen Organisation DrugScope beschäftigt und Berater des United Nations Office on Drugs and Crime. Er ist Mitglied des Schildower Kreises.
Klein gibt das Journal Drugs and Alcohol Today heraus.

## Werke (Auswahl)
- mit Marcus Day, Anthony Harriott: Caribbean Drugs: From Criminalization to Harm Reduction. Zed Books, London/New York 2004, ISBN 978-1-84277-498-4.
- mit Marcus Roberts, Mike Trace: Drug Policy and the HIV Pandemic in Russia and Ukraine. Beckley Foundation Drug Policy Programme, Oxford, 2004.
- mit David Anderson, Susan Beckerleg, Degol Hailu: The Khat Controversy. Berg Publishers, New York 2007, ISBN 978-1-84520-251-4.
- Drugs and the World. Reaktion Books, London 2008, ISBN 978-1-86189-381-9.